# Tanjung Keriahan
Tanjung Keriahan is een bestuurslaag in het regentschap Langkat van de provincie Noord-Sumatra, Indonesië. Tanjung Keriahan telt 1593 inwoners (volkstelling 2010).